# Augustyn Józef Czartoryski
Pour les autres membres de la famille, voir Famille Czartoryski.
Augustyn Józef Czartoryski, prince Czartoryski, est né le 20 octobre 1907 à Varsovie, en Pologne, et est décédé le 1er juillet 1946 à Séville, en Espagne. Chef de la Maison Czartoryski et apparenté à différentes familles royales européennes, le prince Augustyn Józef est le propriétaire du Musée Czartoryski, dont il est parvenu à cacher une partie des collections durant la Seconde Guerre mondiale.

## Famille
Le prince Augustyn Józef est le fils du prince Adam Ludwik Czartoryski (1872-1937) et de son épouse, la comtesse Maria Ludwika Krasińska (1883-1958). Par son père, il descend notamment du leader polonais Adam Jerzy Czartoryski (1770-1861) et du roi des Français Louis-Philippe Ier (1773-1850) tandis que, par sa mère, il est apparenté à la richissime famille Krasiński.
Le 12 août 1937, Augustyn Józef épouse, à Ouchy, en Suisse, l’infante María de los Dolores de Borbón y Orleans (1909-1996), elle-même fille du prince Charles des Deux-Siciles (1870-1949) et de la princesse Louise d’Orléans (1882-1958).
De ce mariage naissent deux enfants :
- Adam Karol Czartoryski (1940), prince Czartoryski, qui épouse le mannequin Nora Picciotto (1942) avant de se remarier à Josette Calil ;
- Ludwik Piotr Czartoryski (13 mars 1945-3 mai 1946), prince Czartoryski.

## Biographie
À la mort de son père en 1937, le prince Augustyn Józef prend la tête du musée Czartoryski et du majorat de sa famille, dans la région de Sieniawa.
Peu avant le déclenchement de la Seconde Guerre mondiale, Augustyn Józef prend la décision de cacher une partie des collections du Musée Czartoryski afin d’éviter leur éventuel pillage. Il fait ainsi transporter 16 caisses d’objets d’art dans son palais de Sieniawa tandis que le reste des collections est placé dans les caves du musée. Cependant, les bombardements que subit l’institution poussent le prince et son épouse à quitter Cracovie et à transférer le reste des œuvres d’art à Sieniawa. Malheureusement, le 18 septembre 1939, des soldats allemands découvrent les caisses et pillent les objets qu’ils peuvent transporter.
Après le depart des Allemands de Sieniawa, le prince transfert le reste des collections dans le domaine de son cousin, à Pełkinie, les sauvant ainsi des troupes soviétiques. La Gestapo parvient toutefois à retrouver les collections et à s’emparer des œuvres les plus importantes.
Peu de temps après, Augustyn Józef et son épouse sont arrêtés par la Gestapo. Ils sont malgré tout libérés à la fin de l’année 1939 grâce à l’intervention de leurs parents espagnols et italiens. Ils trouvent alors refuge en Espagne, dans la région de Séville, où leurs deux enfants voient le jour.
Après la seconde Guerre mondiale, les biens des Czartoryski sont nationalisés par le gouvernement polonais et la famille choisit de ne pas rentrer à Cracovie, par crainte de l’occupant soviétique.
Le prince meurt en 1946 et sa dépouille est placée dans la crypte de l’église silésienne de Séville.